# Gossipolo
Il gossipolo è un'aldeide polifenolica estratta dai semi della pianta del cotone e dotata di azione contraccettiva maschile. Il gossipolo ha un'azione tossica, a cui risultano sensibili equini, suini, volatili ma non i ruminanti. Nei ruminanti il gossipolo forma un complesso insolubile con la lisina, a livello ruminale, rendendo indisponibile all'assorbimento l'aminoacido legato che quindi viene eliminato insieme al gossipolo. Per questo motivo i semi di cotone vengono comunemente utilizzati solo nell'alimentazione dei ruminanti dopo essere stati privati della bambagia attraverso il processo di sgranatura.